# Nahetal-Waldau
Nahetal-Waldau is een voormalige gemeente in de Duitse deelstaat Thüringen, en maakt deel uit van de Landkreis Hildburghausen.
De gemeente telde 3.070 inwoners op 2 januari 2014. 
De gemeente werd op 6 juni 2018 opgeheven en opgenomen in de gemeente Schleusingen.